# .ae
.ae je vrhovna internetska domena (country code top-level domain - ccTLD) za Ujedinjene Arapske Emirate. Domenom upravlja .aeDA, dio Telekomunikacijske regulatorne uprave (TRA) UAE-a.

## Vanjske poveznice
- IANA .ae whois informacija  Arhivirana inačica izvorne stranice od 16. svibnja 2008. (Wayback Machine)